# Helen Burns
Helen Burns – pierwszy EP Michaela Balzarego, amerykańskiego muzyka, znanego pod pseudonimem Flea, basisty Red Hot Chili Peppers.  Zostało wydane 19 lipca 2012 roku, na stronie Konserwatorium Silverlake, które Balzary chce w ten sposób wspomóc. Album można nabyć w formie cyfrowej na stronie uczelni, wpłacając dowolną kwotę na jej rzecz. Ponadto Helen Burns zostało wydane również na 180-gramowym winylu w nakładzie 900 sztuk podpisanych przez artystę i z załączony kawałkiem struny od gitary, której używał. 
EP jest pierwszym solowym wydawnictwem muzyka, który w swojej dotychczasowej karierze solowej tworzył jedynie ścieżki dźwiękowe.  
Album jest prawie wyłącznie instrumentalny, poza wokalem Patti Smith na tytułowym utworze, oraz chórkach na ostatniej ścieżce. Materiał został nagrany w 2007 roku, przez Flea oraz Chrisa Warrena, technika Red Hot Chili Peppers. Początkowo Balzary wcale nie zamierzał wydawać go w żadnej formie. Tytuł EP pochodzi od jednej z bohaterek powieści Charlotte Brontë Dziwne losy Jane Eyre. 
Flea o tytule:

Piękno Helen Burns jest cechą jakiej szukam we wszystkich ludziach. Burns jest zawsze kimś kto jest ze mną i kogo najwyższe ideały znajdują odzwierciedlenie w najgłębszych doświadczeniach mojego życia

Flea o EP: 

Jest to głównie instrumentalne, dziwne, pretensjonalne nagranie, cała muzyka to ja kreujący muzyczne pejzaże które są bardzo emocjonalne dla mnie, lecz z pewnością nie dla każdego! Po prostu ja, brzdękający w domu. Publikuję to, żeby zebrać pieniądze dla Silverlake Conservatory of Music.

## Lista utworów
| Nr | Tytuł utworu             | Długość |
| -- | ------------------------ | ------- |
| 1. | „333”                    | 8:03    |
| 2. | „Pedestal Of Infamy”     | 3:12    |
| 3. | „A Little Bit Of Sanity” | 1:29    |
| 4. | „Helen Burns”            | 3:02    |
| 5. | „333 Revisited”          | 7:32    |
| 6. | „Lovelovelove”           | 3:32    |
|    |                          | 26:50   |

## Skład
- Jack Irons - perkusja (1,6)
- Stella Mozgawa - perkusja (3,4)
- Patti Smith - śpiew (4)
- Keith "Tree" Barry - harmonijka (6)
- Chór oraz dzieci z Silverlake Conservatory - (6)
- Chad Smith - perkusja (6)
- Clara Balzary - projekt graficzny
- Greg Fidelman, Ryan Hewitt, Sara Killion - miksowanie
- Chris Warren - inżynier dźwięku